# Leucón
En la mitología griega, Leucón (Λεύκων) es uno de los hijos que Atamante tuvo de su tercer matrimonio, con Temisto, una hija de Hipseo. Es hermano de Eritrio, Esqueneo y Ptoo. Se dice que Leucón murió debido a una enfermedad. En algunas versiones a Leucón se le adjudica un hijo, Eritrante, quien fundó la ciudad de Eritras en Beocia. Eritrante y Eritrio son variantes gráficas. 
En el Catálogo de mujeres se dice que Leucón tuvo tres hijas, conocidas como las Leucónides: «Pisídice, Evipe y la divina Hiperipe». Se cuenta que tras la desaparición de Leucótea, esto, es la Ino divinizada, el infante Dioniso quedó al cargo de las tres Leucónides. Las muchachas, tomando al bebé, se dirigieron al templo de Atenea portadora del botín, atravesando en su recorrido Lilea y Panopeo, hasta que llegaron finalmente a Orcómeno. Para aquél entonces Dioniso ya había alcanzado la pubertad. Una vez en tierras orcomenias Copreo, uno de los nietos de Orcómeno, se desposó con Pisídice. También Evipe, se desposó con Andreo.